# 日中竜星戦
日中竜星戦（にっちゅうりゅうせいせん）は、囲碁・将棋チャンネルが日中両国で開催している竜星戦、中国竜星戦の優勝者同士で行う、囲碁の国際公式棋戦である。2014年に創設された。日本と中国の持ち回りで開催する。2019年には日本の竜星戦、中国竜星戦、韓国竜星戦の優勝者3人による日中韓竜星戦が行われた。
- 主催: 日本棋院、中国棋院
- 協賛: 囲碁・将棋チャンネル、スカパー!
- 賞金: 優勝300万円、準優勝80万円

大会は一般観覧者を招いてのイベント形式で行われ、プロ棋士による大盤解説会やエキシビションマッチなどの催しも用意されている。
大会の模様は囲碁・将棋チャンネル、及びスカパー!にて放送され、第1回大会では生中継が行われた。

## 大会方式
- 一番勝負
- コミは、日本開催時は先番6目半、中国開催時は7目半。
- 持ち時間なしの1手30秒未満着手。途中1分単位で合計10回(連続使用可)の考慮時間あり
- 終局後、開催国ルールでの整地を行い勝敗を確認

## 過去の成績
（左が優勝者）
- 第1回 2014年 古力（中国） - 河野臨（日本）
- 第2回 2016年 柁嘉熹（中国） - 結城聡（日本）
- 第3回 2017年 羋昱廷（中国） - 一力遼（日本）
- 第4回 2018年 芝野虎丸（日本） - 柯潔（中国）

日中韓竜星戦
- 第1回 2019年 優勝:柯潔（中国）、2位一力遼（日本）、3位:金志錫（韓国）

## 過去の大会

### 第1回 大会
対局者
- 日本代表：河野臨　第23期竜星
- 中国代表：古力　第5期中国竜星

　【結果】黒番･古力中国竜星　中押勝ち
開催日程 2014年12月6日(土)
開催会場 シェラトン都ホテル東京
主催 公益財団法人日本棋院、中国棋院
協賛 囲碁・将棋チャンネル、スカパー!
協力 一般財団法人関西棋院、公益財団法人日本ペア碁協会
エキシビションマッチ(日中混合ペア碁)
- 対局ペア１：於之瑩五段　＆　余正麒七段
- 対局ペア２：藤沢里菜二段　＆　李喆六段

　【結果】黒番･藤沢＆李ペア　中押勝ち
大盤解説会
- 解説者：小林覚九段
- 聞き手：吉原由香里六段

### 第2回
2016年3月16日に、中国で、日本竜星戦第24期優勝者結城聡と、中国竜星戦第6期優勝者柁嘉熹により行われ、柁嘉熹が黒番中押勝した。

### 第3回
2017年4月29日に、東京都「ベルサール飯田橋駅前」で、日本竜星戦第25期優勝者一力遼と、中国竜星戦第7期優勝者羋昱廷により行われ、羋昱廷が黒番中押し勝した。
エキシビションマッチとして、藤沢里菜女流本因坊と、コンピュータ対局ソフトDeepZenGoが対局し、DeepZenGoが黒番中押勝ちした。

### 第4回
2018年4月29日に中国棋院で行われ、日本竜星戦第26期優勝者芝野虎丸と、中国竜星戦第8期優勝者柯潔により行われ、芝野虎丸が白番中押勝ちした。

## 日中韓竜星戦
日本竜星戦優勝者一力遼、中国竜星戦優勝者柯潔、韓国竜星戦優勝者金志錫の3名によって、2019年4月11-13日に、行われた。優勝賞金500万円。
- 第1局 一力遼 - 柯潔
- 第2局 柯潔 - 金志錫
- 決勝戦 柯潔 - 一力遼